# Во время грозы
«Во время грозы» (исп. Durante la tormenta) — испанский художественный фильм 2018 года, фантастический триллер Ориола Пауло. Премьера фильма состоялась 13 ноября 2018 года в Испании в Барселоне.

## Сюжет
Медсестра Вера с мужем Давидом и маленькой дочерью-школьницей Глорией переезжает в новый дом. В подвале она находит старый телевизор с подключённой видеокамерой и множеством старых кассет. На кассетах мальчик Нико, который когда-то жил в этом доме с мамой, записывал свою игру на гитаре. На последней кассете, записанной в день 9 ноября 1989 года (день падения Берлинской стены), видно, как мальчик выбегает из дома. Как узнаёт Вера от соседей, в тот день Нико выбежал, услышав шум в доме напротив и, увидев там, что муж (Анхель) убил ножом свою жену (Хильду), выбежал на улицу и был насмерть сбит проезжающей машиной. В ночь на 9 ноября, ровно 25 лет спустя тех событий, снова начинается сильная гроза. Вера просыпается ночью, видя, что телевизор включился. Она подключает камеру и оказывается, что теперь она видит в телевизоре мальчика в тот самый вечер, а он видит её. Вера предупреждает мальчика, чтобы он не выходил на улицу, иначе случится что-то страшное. Тем не менее, Нико выбегает в дом к соседям, однако, на этот раз машина проезжает быстрее и он не погибает.
Вера наутро просыпается в больнице, где работает. К ней обращаются как к главному врачу-хирургу, а не медсестре. В школе, куда она идёт за дочкой, её не узнают, и Глория там не учится. Придя на работу к мужу, Вера обнаруживает, что он тоже не знает её. Она обращается в полицию и всё рассказывает следователю Лейре. Вера решает узнать о судьбе того самого мальчика Нико из 1989 года. Параллельно показано альтернативное развитие событий в 1989 году, когда Нико не погиб: Анхель, убивший жену, расчленяет её труп и прячет в чемодан, чему свидетелем становится Нико, спрятавшийся в доме. Нико также находит у соседа загранпаспорт на имя его жены, но с фотографией Клары, матери одноклассника Нико. Как выясняется впоследствии, Анхель инсценировал отъезд своей жены-немки в Берлин, а затем женился на Кларе.
Вера заходит в дом, куда (в исходном варианте) она переехала с мужем и дочерью, но обнаруживает, что там живёт Давид с женой Урсулой. Лейра просит Веру дать ему более конкретные доказательства того, что Вера из другого варианта прошлого, и Вера вспоминает, что Анхель, арестованный за убийство, говорил о месте на скотобойне, где он собирался спрятать труп жены. Она называет место Лейре, и полицейские действительно находят зарытый чемодан с костями. Лейра же даёт Вере номер комнаты в гостинице, говоря, что так она сможет выйти на Нико. В номере Вера находит Давида с любовницей. Поскольку Давид работает в банке, она заставляет его пойти ночью в офис и найти информацию о Нико Ласарте в базах данных. Тот находит полное имя Нико — Николас Ласарте Лейра.
Параллельно инспектор Лейра проводит допрос арестованного Анхеля, рассказывая ему, что Нико увидел в доме и что случилось дальше: когда никто не поверил словам Нико о женщине из будущего и об убийстве Хильды, его заставили проходить обследования у множества врачей на предмет психической нормальности. Между тем Нико много лет ждал, что он сможет увидеть ту женщину из будущего, которая спасла его. Наконец, однажды уже взрослым он увидел её в вагоне поезда на станции, зашёл внутрь и познакомился с ней. Таким образом, инспектор Лейра и оказывается мальчиком Нико.
Вера приходит по адресу, где живёт Нико. Она смотрит фотографии и понимает, что в этом варианте развития событий она, познакомившись с Нико в поезде, полюбила его и вышла за него замуж. Однако Вера хочет вернуться к дочери в «своё» время. Чтобы побудить Нико снова изменить ход событий, Вера выбрасывается из окна. Нико с помощью старого телевизора, пока гроза ещё не кончилась, устанавливает контакт с собой из 1989 года, чтобы сказать, что мальчик Нико не должен вспоминать про женщину из будущего и пытаться найти её.
Вера просыпается снова в тот же день, рядом с ней Давид, в соседней комнате Глория. Вера помнит по прошлому «витку» событий, что Давид ей изменяет. Она видит на улице Анхеля с Кларой, понимая, что убийство не было обнаружено. Вера едет на скотобойню, чтобы проверить, там ли чемодан с трупом жены Анхеля, и находит его. Заявив в полицию, Вера дожидается приезда инспектора Лейры. Он не узнаёт её, однако Вера, улыбаясь, говорит ему, что просто он её ещё не вспомнил. Нико улыбается в ответ.

## Интересные факты
Часы на здании школы, где учится дочка главной героини, точно такие же, как часы на городской ратуше в фильме "Назад в будущее", и показывают такое же время - 10:04 - момент, когда они остановились при ударе молнии.

## В ролях
- Адриана Угарте — Вера Рой
- Чино Дарин[англ.] — Инспектор Лейра
- Альваро Морте — Давид Ортис
- Хавьер Гутьеррес — Анхель Прието
- Нора Навас — Клара Медина
- Микель Фернандес[исп.] — Айтор Медина
- Клара Сегура — Хильда Вайс
- Мима Риера — Мария Ласарте
- Айна Клотет[англ.] — Урсула
- Альберт Перес — Роман
- Хулио Богас-Коуто — Нико Ласарте (мальчик)
- Марко де Франсиско — Айтор Медина (мальчик)
- Луна Фульхенсио[англ.] — Глория Ортис
- Франсеск Орелья[англ.] — д-р Фелл
- Ана Вахенер[англ.] — Инспектор Димас
- Сильвия Алонсо[англ.] — Моника
- Белен Руэда — д-р Сардон

## Критика
Российский блогер Алекс Экслер высоко оценил фильм, поставив ему 7,5 баллов из 10 и отметив, что фильм, по его мнению, стал лучшим из трёх рецензировавшихся им фильмов Пауло (помимо «Тела» и «Невидимого гостя»): 

«Во время грозы» — это уже как бы фантастика, но на самом деле временная петля — просто средство для создателя картины рассказать увлекательную историю, имеющую несколько вариаций, причем далеко не все из них очевидны. (...) В этом есть и детектив, и элементы триллера, и психология, и романтика. И, как обычно, есть резкие сюжетные повороты.